# Iwan Sake
Iwan Sake (ur. 13 czerwca 1975) – surinamski piłkarz występujący na pozycji pomocnika, reprezentant kraju.

## Życiorys
Całą seniorską karierę reprezentował barwy SV Transvaal. Z klubem tym dwukrotnie (2002, 2008) zdobył krajowy puchar. W 2000 roku czterokrotnie wystąpił w reprezentacji Surinamu w ramach eliminacji do mistrzostw świata. Karierę zakończył w 2016 roku.